# Khalid Zoubaa
Khalid Zoubaa (né le 27 avril 1977 à Sète) est un athlète français d'origine marocaine spécialiste du 5 000 mètres.
Il mesure 1,80 m et pèse 65 kg

## Carrière
Khalid Zoubaa, athlète international français, 15 sélections en équipe de France, spécialiste du cross-country et du 5 000 m. Il devient champion de France de cross-country en 2006 à Challans, avant de se classer quatrième des Championnats d'Europe de la spécialité en décembre et d'être sacré champion d'Europe par équipes pour la troisième fois après Édimbourg en 2003 et Tilbourg en 2005. Il avait également fini cinquième sur 5 000 m aux Championnats d'Europe en plein air à Göteborg.
Il est contrôlé positif à l'EPO en 2007. Il est innocenté et réhabilité le 16 mai 2014,

## Palmarès

### Championnats d'Europe d'athlétisme
- 2006 : Göteborg ( Suède)
  - Finaliste et cinquième du 5 000 m en 14 min 19 s 45

### Cross-country
- Champion de France du cross long en 2006
- Vainqueur des interrégionaux sud-est de cross long en 2006 et 2012
- Vice-champion de France du cross long en 2004
- 3e du Championnat de France de cross long en 2002